# Heinz Dürr

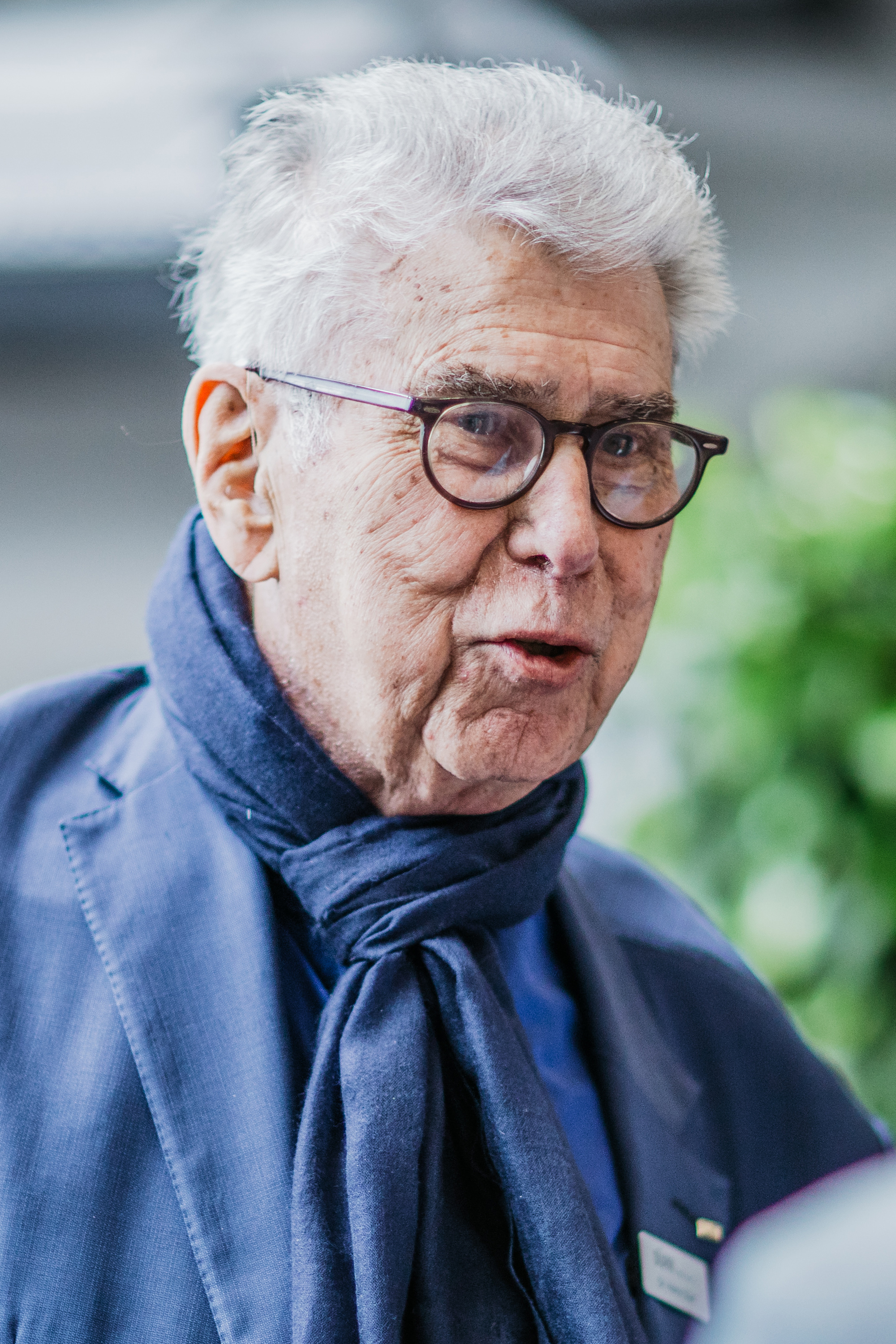
Heinz Dürr, 2023

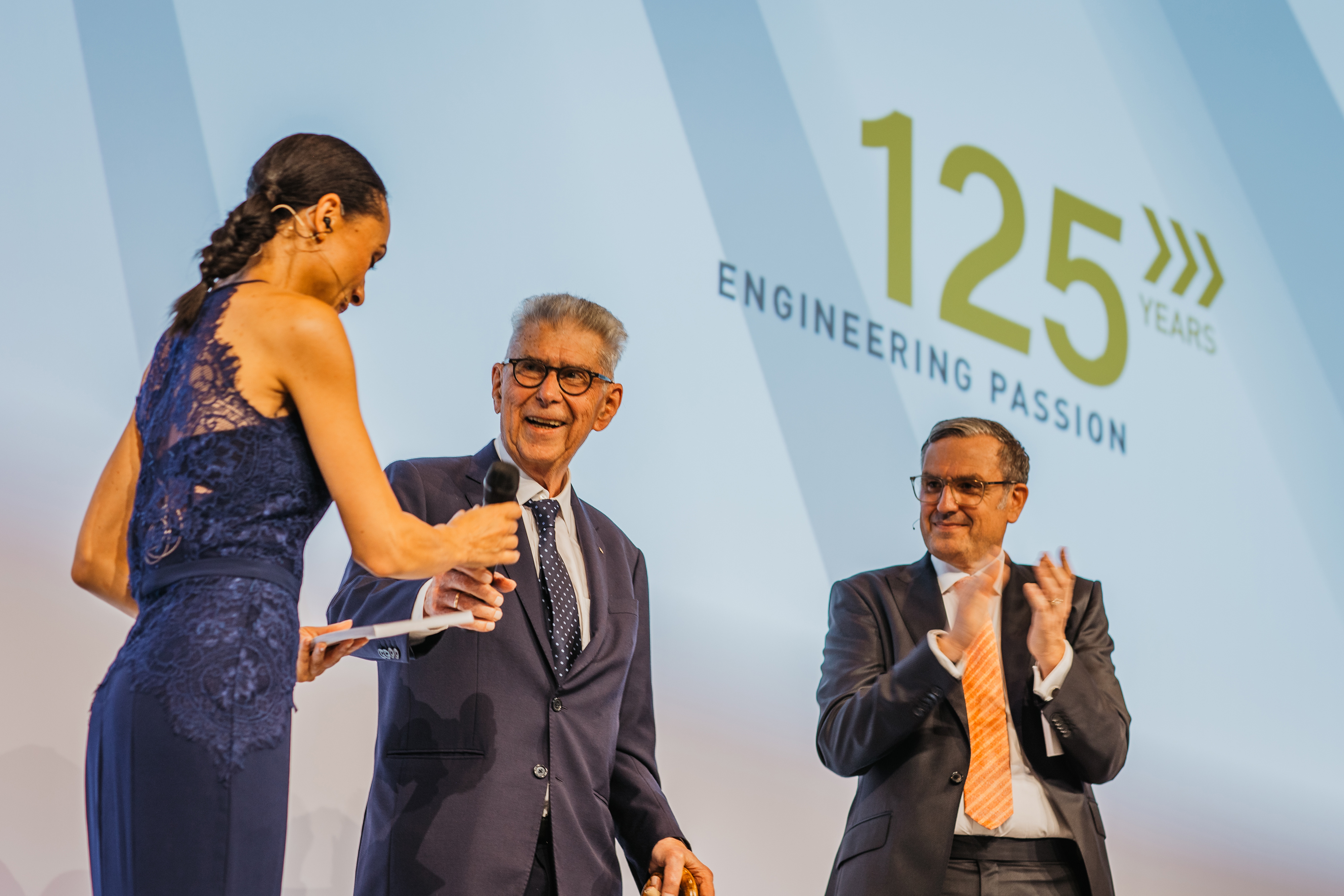
Heinz Dürr, 2022

Heinz Otto Dürr (* 16. Juli 1933 in Stuttgart; † 27. November 2023 in Berlin) war ein deutscher Unternehmer und Manager. Er war Großaktionär der Stuttgarter Dürr AG. Von 1980 bis 1990 war er Vorstandsvorsitzender des AEG-Konzerns. Ab 1. Januar 1991 war er Erster Präsident der Deutschen Bundesbahn, ab 1. September 1991 auch Generaldirektor der Deutschen Reichsbahn. Mit der Zusammenführung und privatrechtlichen Organisation der beiden Bahnen in der Deutschen Bahn AG im Rahmen der Bahnreform wurde er Vorstandsvorsitzender des neuen Unternehmens. Diese Position hatte er bis 1997 inne.

## Leben
Dürr wurde 1933 als Sohn des Unternehmers Otto Dürr geboren. Nach dem Besuch einer Nationalpolitischen Erziehungsanstalt machte er sein Abitur am Leibniz-Gymnasium in Stuttgart und begann anschließend eine Ausbildung zum Stahlbauschlosser bei der Waggonfabrik Uerdingen in Uerdingen. Bis 1957 studierte er an der Technischen Hochschule Stuttgart Maschinenbau. Ausbildung und Studium blieben ohne Abschluss.
Es folgte die Führung des Familienbetriebs Otto Dürr als allein zeichnungsbevollmächtigter Geschäftsführer bis 1980. In dieser Eigenschaft baute er die Otto Dürr Industrie Anlagen GmbH zur international tätigen Dürr-Gruppe um. Die Familie Dürr hält knapp 30 Prozent der Anteile an der Dürr AG. Am 26. April 2013 schied Heinz Dürr nach 24 Jahren als Aufsichtsratsvorsitzender bei dem Unternehmen aus.
Als Verhandlungsführer der Metallarbeitgeber im Tarifbezirk Nordwürttemberg-Nordbaden erlangte er nationale Bekanntheit. Er war Ehrenvorsitzender des Vereins Baden-Württemberger in Berlin und des Berlin Capital Club.

## Privates
Heinz Dürr war verheiratet mit Heide Dürr und hatte drei Töchter, darunter die Genetikerin Alexandra Dürr.
Er starb am 27. November 2023 im Alter von 90 Jahren in Berlin. Seine letzte Ruhestätte fand er auf dem Friedhof Dahlem.

## Wirken

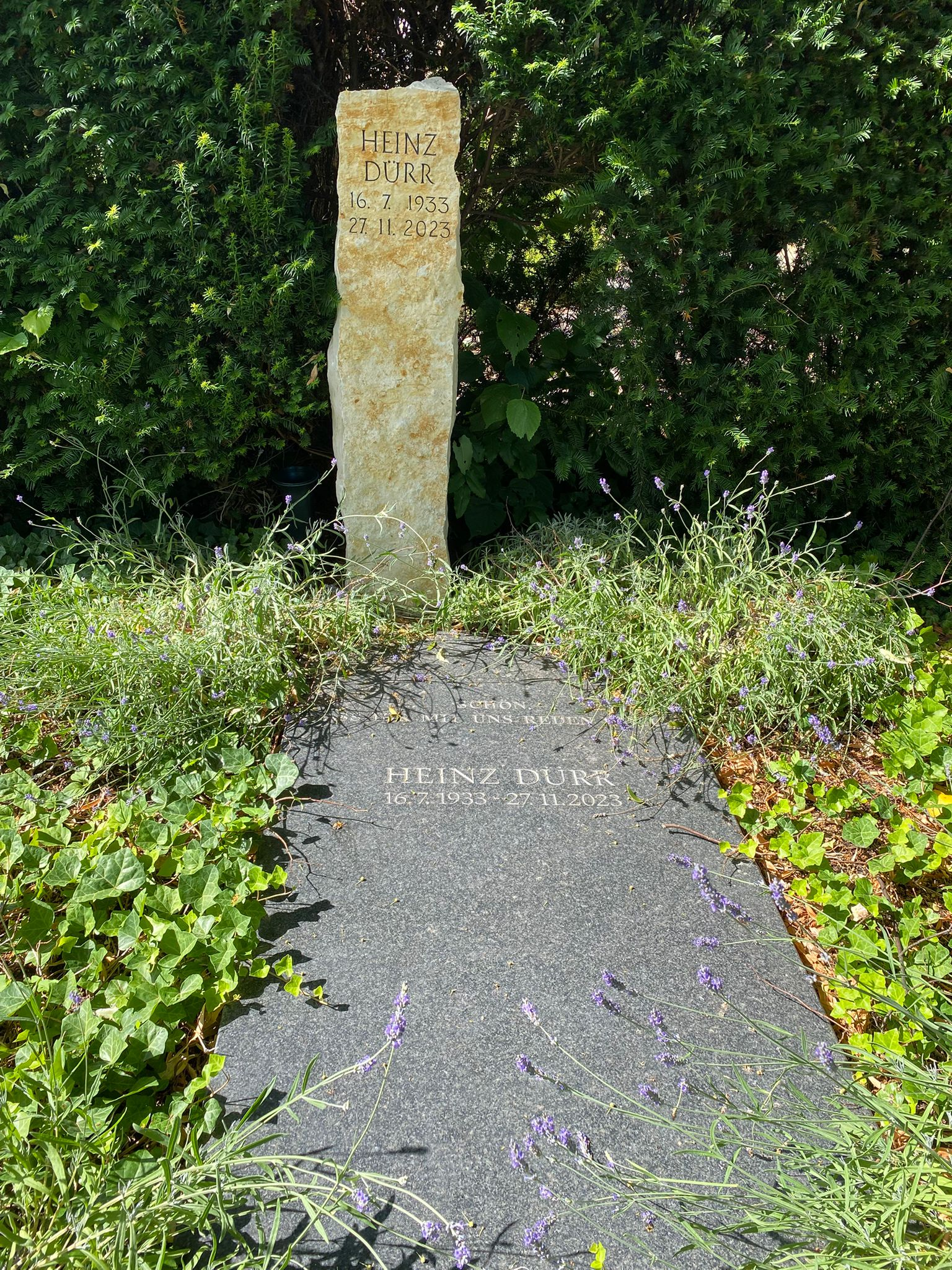
Grabstätte auf dem Friedhof Dahlem

### Sanierung von AEG
Im Jahre 1979 verzeichnete das Unternehmen AEG-Telefunken AG einen Rekordverlust in Höhe von 968 Millionen DM. Im Januar 1980 berief der Aufsichtsrat den Mittelständler zum Vorstandsvorsitzenden. Am 9. August 1982 meldete Dürr Vergleich an. Er steuerte das Unternehmen dann von 1982 bis 1984 mit Unterstützung von Rechtsanwalt Wilhelm-Andreas Schaaf als Vergleichsverwalter und dem Vorstandsberater Klaus Kuhn durch den Vergleich. Neben zahlreichen (Not-)Firmenverkäufen (ANT, Telefunken, T&N, Signalbau Huber u. a.) und Umstrukturierungen waren die Umsetzung einer neuen Führungsstruktur und die Revitalisierung der Traditionsmarke AEG das Fundament einer wirtschaftlichen Entwicklung. 1985 steuerte er das Unternehmen unter das kapitalstarke Dach der Daimler-Benz AG, die sich vom Automobilbauer zum integrierten Technologiekonzern entwickeln sollte. Auch Dürr konnte jedoch während seiner Amtszeit das Unternehmen nicht in die Gewinnzone bringen, bis zu seinem Wechsel zur Bundesbahn verzeichnete es weiterhin durchgehend Verluste.

### Wandlung von Bundesbahn und Reichsbahn zur Deutschen Bahn AG
Von 1991 bis 31. Mai 1992 war Heinz Dürr Erster Präsident der Deutschen Bundesbahn, zum 1. September 1991 wurde er zusätzlich Generaldirektor der Deutschen Reichsbahn. Anschließend war er ab 1. Juni 1992 Vorsitzender des gemeinsamen Vorstands beider Bahngesellschaften und vom 1. Januar 1994 bis Mitte 1997 Vorstandsvorsitzender der Deutschen Bahn AG. Seine Ernennung zum Bundesbahn-Präsidenten erfolgte auf Empfehlung des Unternehmensberaters Roland Berger. Dürr traf sich am Tag der Deutschen Einheit, dem 3. Oktober 1990, nach dem Staatsakt zur Wiedervereinigung mit Bundeskanzler Helmut Kohl und Bundesverkehrsminister Friedrich Zimmermann in Berlin, um die mögliche Übernahme des Postens zu besprechen. Er sagte zu mit den Worten: „Mein Land hat viel für mich getan, jetzt muß ich wohl mal was für mein Land tun.“. Im Rahmen der ersten Stufe der Bahnreform wurden zum 1. Januar 1994 in Dürrs Amtszeit Bundes- und Reichsbahn in die Deutsche Bahn AG überführt.
In seiner Amtszeit wurde, 1991, mit Inbetriebnahme des ICE und der Neubaustrecken zwischen Hannover und Würzburg sowie Mannheim und Stuttgart der Hochgeschwindigkeitsverkehr auf der Schiene in Deutschland aufgenommen. Die Einführung der BahnCard 1992 diente sowohl der Kundenbindung wie der Harmonisierung der Tarifsysteme von Bundesbahn und Reichsbahn. Die richtungsweisende Kampagne Unternehmen Zukunft zielte auf die Privatisierung der Behördenbahn, für die mit der Verabschiedung der Bahnreform 1994 der rechtliche Rahmen geschaffen wurde. Dürr initiierte unter anderem die Bahnhof-21-Projekte, zu denen unter anderem Stuttgart 21, Frankfurt 21 und München 21 zählen. Während seiner Amtszeit wurde auch das Schönes-Wochenende-Ticket eingeführt.
Von Juli 1997 bis Februar 1999 war er Aufsichtsratsvorsitzender der Deutschen Bahn AG. Als Grund für die sofortige Niederlegung dieser Tätigkeit am 24. Februar 1999 wurden unterschiedliche Auffassungen zwischen ihm und der Bundesrepublik Deutschland als Eigentümer der Deutschen Bahn angegeben. Dieter H. Vogel folgte ihm in der Position des Aufsichtsratsvorsitzenden nach.
Ab dem 1. Januar 1996 war er Präsident der Gemeinschaft der Europäischen Bahnen.

### Heinz und Heide Dürr Stiftung
Gemeinsam mit seiner Frau Heide Dürr rief Heinz Dürr 1998 eine Stiftung ins Leben, zunächst als eine Stiftung GmbH, deren Rechtsnachfolgerin die Heinz und Heide Dürr Stiftung wurde. Die Stiftung verfügt über ein Vermögen von 2,4 Mio. Aktien der Dürr AG, aus deren Dividendenerträgen sie ihre Projekte finanziert. Sie fördert Wissenschaft und Forschung, Bildung und Soziales sowie Kunst und Kultur mit dem Schwerpunkt auf das deutschsprachige Theater.

## Ehrungen und Auszeichnungen
- 1994: Verdienstorden der Bundesrepublik Deutschland (Verdienstkreuz 1. Klasse)
- 2002: Verdienstorden des Landes Berlin
- 2003: Verdienstorden der Bundesrepublik Deutschland (Großes Verdienstkreuz)[14]
- 2009: Verdienstmedaille des Landes Baden-Württemberg
- 2018: Ehrenmitgliedschaft bei den Freunden und Förderern des Deutschen Theaters Berlin
- 2024, posthum: Rudolf-Diesel-Medaille für Erfolgreichste Innovationsleistung, entgegengenommen vom Enkel Camilo Dürr[15]

## Publikationen
- Günther Saßmannshausen (Hrsg.): Heinz Dürr. Annäherungen an einen neugierigen Unternehmer. Campus, Frankfurt am Main 2003, ISBN 3-593-37315-7.
- Heinz Dürr: In der ersten Reihe. Aufzeichnungen eines Unerschrockenen. wjs, Berlin 2008, ISBN 978-3-937989-45-7.
- Heinz Dürr: Über das Alter. Ein Gespräch mit Cato über Jugendwahn, Weisheit und Vergänglichkeit. Quadriga, Berlin 2011, ISBN 978-3-86995-011-2.
- Heinz Dürr: Alter Mann, was nun? Zwischenrufe aus der letzten Reihe. Langen-Müller, 2020, ISBN 978-3-7844-3552-7.